# Georgina Herrera
Georgina Filomena Herrera Cárdenas (Jovellanos, 23 de abril de 1936 - La Habana, 13 de diciembre de 2021) es poetisa cubana.

## Datos biográficos
Nació en una familia humilde. Se trasladó a la capital cubana siendo muy joven, donde buscó mejorar su situación económica. Comenzó a publicar a los 16 años en periódicos y revistas de La Habana.
Desde 1962, ella trabajó en la emisora Radio Progreso, donde escribía novelas, cuentos y teatro. Tanto en la literatura como en la radio Georgina Herrera recibió premios y distinciones; allá de trabajar para la televisión local. Georgina Herrera fue miembro de la Unión de Escritores y Artistas de Cuba (UNEAC).
En 2021, la realizadora cubana Rebeca Chávez produjo el documental llamado Charo y Georgina otra vez frente al espejo, en que presenta un recorrido breve por la vida de Charo Guerra y también de otra escritora cubana de la provincia de Matanzas, la poeta Georgina Herrara (nascida en Jovellanos, 1936 y fallecida en diciembre de 2021). El documental fue presentado en 11 de diciembre de 2021, como parte de la edición 42 del Festival Internacional del Nuevo Cine Latinoamericano.

## Obra
Georgina Herrera ha publicado los siguientes libros de poemas:
- GH, 1962.[1]
- Gentes y cosas, 1974.[1]
- Granos de sol y luna, 1978.[1]
- Grande es el tiempo, 1989.[1]
- Gustadas sensaciones. La Habana, Ediciones Unión, 1996.[2]

## Premios
- Medalla Raúl Gómez García[2];
- Medalla Alejo Carpentier[2].